# Gedser (stacja kolejowa)
Gedser (duń. Gedser Station) – stacja kolejowa w miejscowości Gedser, w regionie Zelandia, w Danii. Budynek dworca został zbudowany w 1903 roku,  według projektu Heinricha Wenck.
Stacja została zamknięta w związku ze zmianą rozkładu jazdy 2009/10.
Stacja Gedser została użyta do zdjęć plenerowych stacji Korsbæk w serialu Matador. Inne sceny zostały nakręcone na stacji Skaevinge, chociaż nigdy nie istniała tutaj restauracja kolejowa.

## Linie kolejowe
- Sydbanen